# Jüdischer Friedhof (Větrný Jeníkov)
Koordinaten: 49° 27′ 57,4″ N, 15° 28′ 24″ O

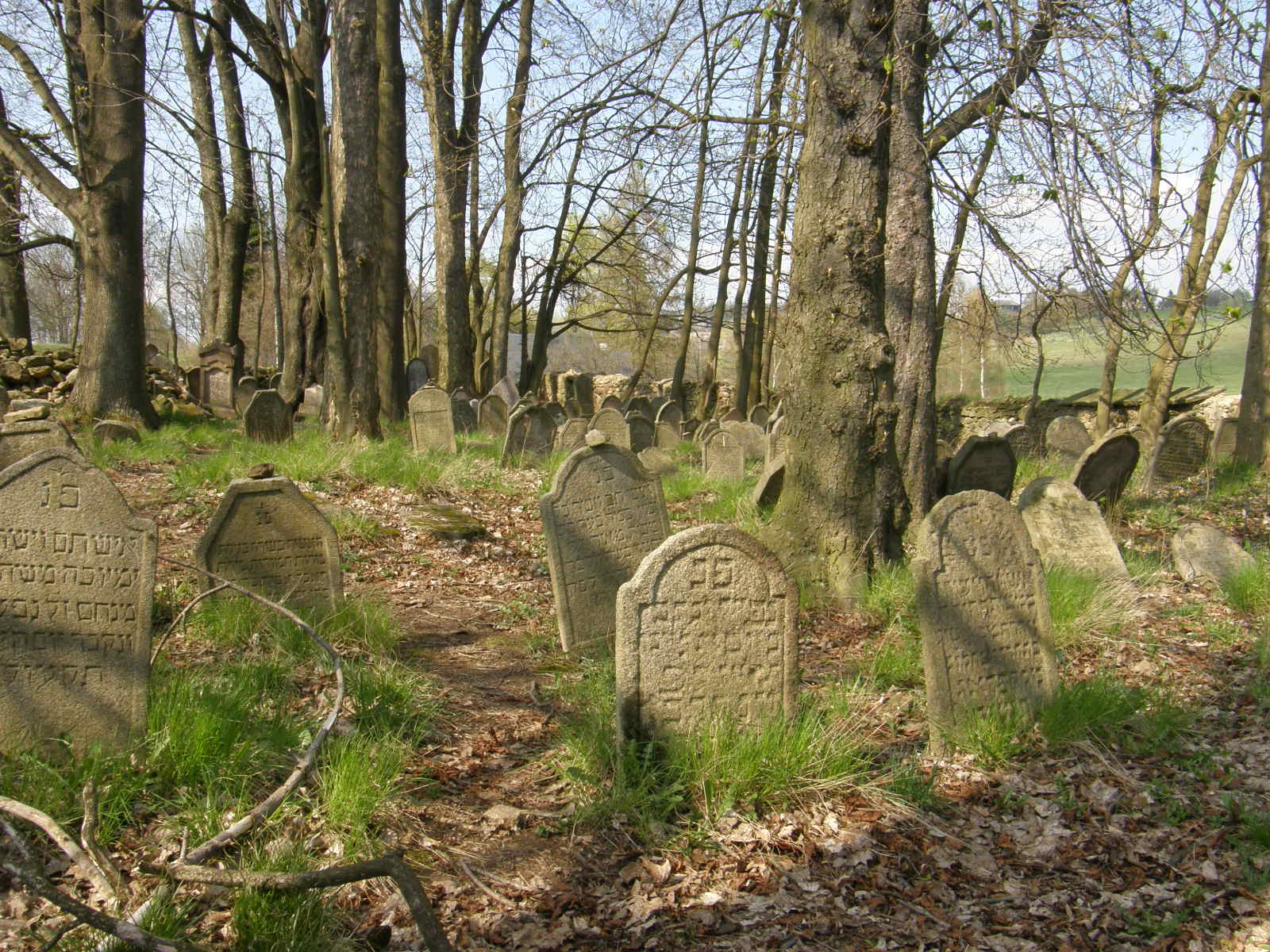
Jüdischer Friedhof in Větrný Jeníkov

Der Jüdische Friedhof in Větrný Jeníkov (deutsch Windig Jenikau), einer Minderstadt im Okres Jihlava in der Kraj Vysočina (Tschechien), ist ein geschütztes Kulturdenkmal. Das Alter des jüdischen Friedhofs ist nicht bekannt. Der älteste Grabstein stammt aus dem Jahr 1700.